# Los turcos

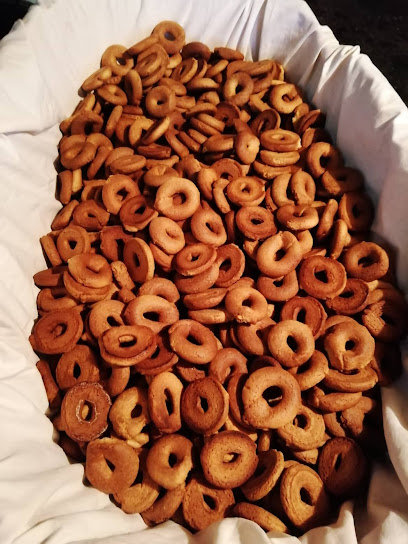
Galletas tradicionales "Os Turcos" de Albergaria-a-velha

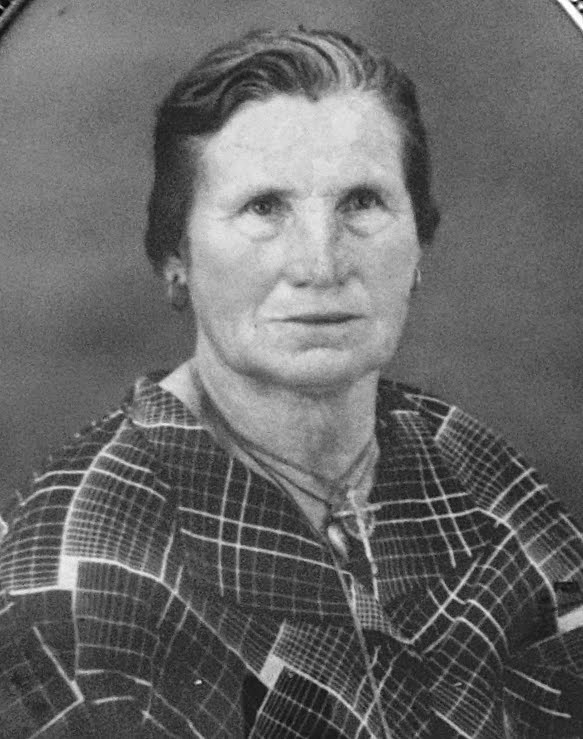
Doña Margarida Ferreira (1872-1950) nació el 13 de febrero de 1872 en la Rua de Cima, en Albergaria-a-Velha, hija de Delfim Tavares da Silva Borges y Venância Ermelinda Rosa Ferreira dos Santos. Pastelero, primer pastelero de los dulces "os Turcos"

Los dulces turcos son un tipo de dulce popular elaborado a base de harina de trigo, azúcar, huevos y mantequilla, sin colorantes, originario de Albergaria-a-Velha. El nombre "Os Turcos" (Turcos) representa varias variedades, como Rosquilhas (Rosquillas), Raivas (Ravas), Bolos de Gema, Cavacas, Suspiros, Queijadas y Folar. Proviene de una especialidad centenaria del municipio, elaborada por Margarida Ferreira Coutinho, quien continuó la tradición. 
La empresa de dulces de la familia "Turcos" ya va por su cuarta generación y la receta de estas galletas está en la familia de Margarida Ferreira Coutinho desde finales del siglo XIX, cuando su abuela, también Margarida, recibió la receta de una señora de Aveiro, que había sido su patrona cuando ella era soltera. 
El nombre de los dulces se debe al padre de Margarida Coutinho, cuyo apodo familiar era "el Turco", quien finalmente dio nombre a los dulces tradicionales de Albergaria-a-Velha.